# Torbjørn Svendsen
Torbjørn Svendsen (Stavanger, 1º giugno 1954) è un ex calciatore norvegese, di ruolo centrocampista.

## Carriera

### Club
Svendsen giocò nel Viking dal 1973 al 1986, vincendo cinque campionati e una Norgesmesterskapet (nel 1979, infatti, la squadra centrò il double). Totalizzò 500 presenze con questa maglia, amichevoli incluse.

### Nazionale
Svendsen conta 7 presenze per la Norvegia. Esordì il 16 maggio 1979, schierato titolare nel pareggio a reti inviolate contro l'Irlanda.

## Palmarès

### Club

#### Competizioni nazionali
- Campionato norvegese: 5

Viking: 1973, 1974, 1975, 1979, 1982
- Coppa di Norvegia: 1

Viking: 1979